# 루트비히 볼츠만
루트비히 에두아르트 볼츠만(독일어: Ludwig Eduard Boltzmann, 1844년 2월 20일 - 1906년 9월 5일)은 통계역학과 통계열역학으로 유명한 오스트리아 출신의 물리학자이다. 그는 과학적 모델에 대해 대단히 논쟁이 심할 시기에 원자론을 주창한 가장 중요한 사람 중에 한 명이다.

## 생애

### 어린 시절과 학생 시절
볼츠만은 오스트리아 제국 시절, 1844년에 빈에서 태어났다. 볼츠만의 아버지인 루트비히 볼츠만(Ludwig George Boltzmann)은 세무 공무원이었고, 어머니는 베를린에서 이주한 시계공이었다. 어머니인 카테리나 파우에른파인트(Katharina Pauernfeind)는 잘츠부르크 출신이었다. 볼츠만은 양친으로부터 가정에서 초등 교육을 받았으며, 나이 15세에 린츠에 있는 고등학교에 입학하였다. 그 해에 볼츠만의 아버지가 세상을 떠났다.
1863년 빈 대학교에 입학해 물리학을 공부해 1867년 기체운동론에 대한 연구로 박사 학위를 받았으며, 요제프 슈테판의 조수가 되어 2년간 일했다. 볼츠만에게 제임스 클러크 맥스웰의 업적을 소개한 것은 슈테판이었다.

### 학문적 경력
볼츠만은 그의 나이 25세가 되는 1869년에 그라츠 대학의 이론물리학(수리물리학) 교수가 되었다. 1869년의 몇 달간은 하이델베르크에서 로베르트 분젠과 레오 쾨니히스베르거와, 1871년에는 베를린에서 구스타프 키르히호프와 헤르만 폰 헬름홀츠와 공동 연구를 했다. 1873년 볼츠만은 빈 대학의 수학교수로 임용되었으며 1876년까지 일했다.

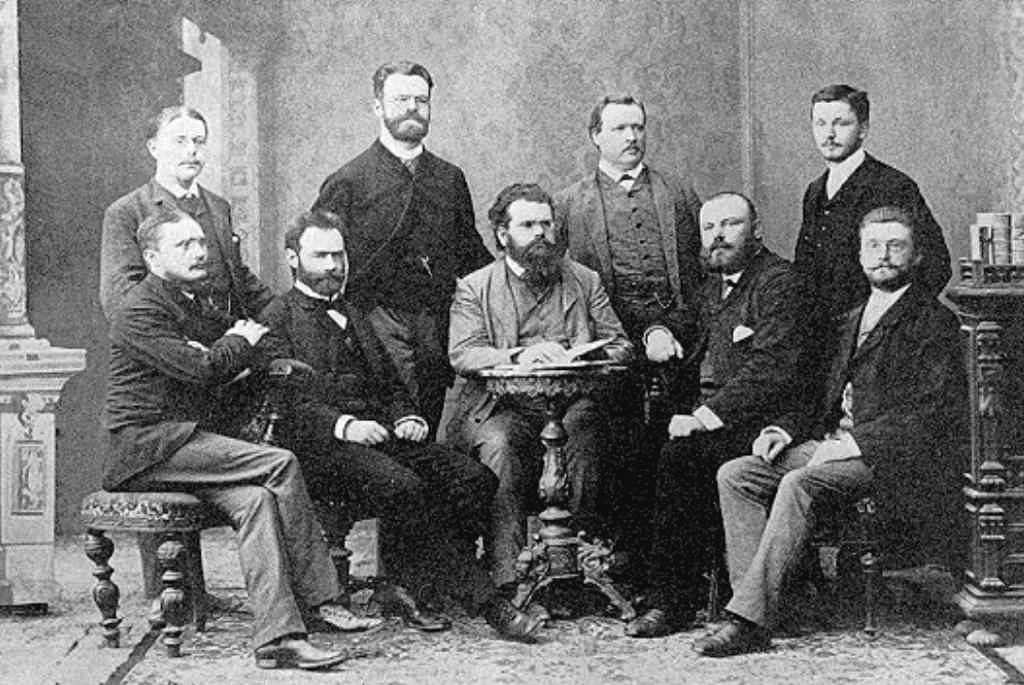
루트비히 볼츠만과 그라츠 대학의 동료들, 1887년. (서 있는 왼쪽 사람부터) 네른스트, Streintz, 아레니우스, Hiecke, (앉아 있는 왼쪽 사람부터) Aulinger, Ettingshausen, Boltzmann, Klemenčič, Hausmanninger

1873년에 볼츠만은 그라츠의 교사 양성 대학의 여학생이었던 헨리에테 폰 아이겐틀러를 처음 만났고, 1876년 7월에 헨리에테와 결혼해 슬하에 세 명의 딸과 두 명의 아들을 두었다. 볼츠만은 다시 그라츠로 돌아와 실험물리학과의 학장을 맡았다. 그의 제자 중에는 아레니우스 방정식으로 유명한 스반테 아레니우스와 열역학 제3법칙으로 유명한 발터 네른스트가 있었다. 볼츠만은 그라츠에서 14년간을 일했으며, 이 당시에 통계 물리학의 기본 개념을 발전시켰다. 1887년에는 그라츠 대학의 총장이 되었다.
볼츠만은 1890년 독일에 있는 뮌헨 대학의 이론물리학 학장으로 임명되었고, 1894년에는 다시 빈 대학으로 돌아와 요세프 슈테판의 자리를 이어 이론물리학과 교수가 되었다.

### 말년
볼츠만은 빈 대학의 여러 동료들과 친해지지 못했는데, 특히 당시 빈 대학의 철학 교수이자 과학사 교수였던 에른스트 마흐와 원자론을 둘러싸고 불편한 관계를 유지하였다. 그래서 곧 빌헬름 오스트발트의 초청으로 1900년 라이프치히 대학으로 이직했다. 마흐의 퇴임 이후에 볼츠만은 1902년에 다시 빈으로 돌아갔다. 거기에 칼 프르지브람(Karl Przibram), 파울 에렌페스트(Paul Ehrenfest), 리제 마이트너(Lise Meitner)같은 학생들도 포함되어 있었다.
빈에서 볼츠만은 물리학뿐만 아니라 철학도 가르쳤다. 볼츠만의 자연철학에 관한 강의는 매우 인기가 많아서 그 시대에 상당한 관심을 받았다. 그의 첫 번째 강의는 매우 성공적이었다. 가장 큰 강의실도 모자라서 사람들은 계단사이에 서서 강의를 들었다고 한다. 볼츠만의 철학 강의 때문에 황제들이 궁전으로 초대하기도 하였다. 그가 가르친 학생 중에는 린츠의 루트비히 비트겐슈타인도 있었다.
1906년 9월 5일, 볼츠만은 이탈리아 트리에스테 근방의 두이노에서 여름 휴가를 보내던 중 스스로 목을 매 자살하였다. 자살 당시 그의 부인과 딸은 밖에서 수영을 즐기고 있었다. 우울증이 원인이었다고 추측되지만, 명확한 자살 이유는 밝혀지지 않았다.

## 철학
볼츠만의 기체분자운동론은 원자와 분자의 실재를 전제하는 것으로 생각되었다. 하지만 거의 대부분의 독일 철학자들과 에른스트 마흐와 물리화학자인 오스발트같은 과학자들은 그것들의 존재를 반대했다. 1890년대 동안 볼츠만은 원자론자들과 비원자론자 모두가 원자에 대한 논의 없이 물리학을 할 수 있도록 타협안을 만드는 데 정성을 기울였다. 그의 해결 방법은 원자는 곧 "Builder"라고 하는 헤르츠의 이론을 사용하는 것이었다. 비원자론자들은 그 그림이 실제 원자를 대표하는 것으로 생각하는 반면에, 원자론자들은 그림 자체가 실제 원자라고 생각했다. 하지만 그것은 각 집단을 충분히 만족시키지 못했다. 게다가 오스발트나 순수 열역학의 옹호자들은 볼츠만의 원자와 분자에 관한 가정과 특히 열역학 제2법칙의 통계 해석 때문에 기체분자운동론과 통계역학에 대해 이의를 제기하고 있었다.
백여년에 걸쳐 볼츠만의 과학은 다른 철학적 반대에 계속 위협을 받고 있었다. 마흐의 학생과 구스타프 야우만 등을 포함한 물리학자들은 헤르츠의 이론을 다음과 같이 해석했다. 그것은 모든 물리적 운동은 궁극적으로 전자기적 운동이며, 전자기적 운동은 원자와 분자 없이 계속된다는 것이다. 1900년대의 이러한 움직임은 그것이 볼츠만의 운동론과 열역학 2법칙의 통계적 해석의 종말을 의미하는 것이었으므로 볼츠만을 깊게 우울하게 만들었다.
1901년 빈 대학의 마흐가 사직을 한 후, 볼츠만은 다시 빈으로 돌아가 그의 물리학의 철학적 반대에 이의를 제기하기 위하여 그 자신이 철학자가 되기로 결심했다. 하지만 곧 그는 다시 한번 낙담하게 된다. 1904년에 세인트 루이스의 국제 물리학 회의에서 대부분의 물리학자들은 원자를 거절하는 것처럼 보였다. 볼츠만은 물리학 부문에 초청받지 못하고 "응용수학" 분과에 참여했는데, 이 자리에서 그는 진화론의 관점에서 다른 물리학자들의 철학적 입장을 맹렬히 공격했다. 그의 관점은 라마르크의 용불용설에 가까운 것으로, 사람들이 과거의 잘못된 철학사상을 계속 이어받고 그래서 그러한 인습을 과학자들이 극복하는 일이 갈수록 어려워진다는 것이다.
1905년에 볼츠만은 오스트리아계 독일 철학자 브렌타노와 광범위하게 뜻을 같이했다. 그는 과학에서 좀 더 철학의 실재를 반박하기 위해서 좀 더 명확하게 철학에 정통하고자 했다. 하지만 그는 이러한 접근에 있어 또 다시 낙담했다. 이듬해 1906년 그의 정신 상태는 매우 나빠졌고, 그는 은퇴하고 말았다. 그는 같은해 9월에 자살했다.

## 물리학
볼츠만의 가장 중요한 과학적 업적은 기체의 분자 속도에 관한 맥스웰-볼츠만 분포를 포함한 기체분자운동론에 관한 것이다. 맥스웰-볼츠만 통계역학과 에너지에 대한 맥스웰-볼츠만 분포는 고전 통계 역학의 기초로 남아있다. 그것들은 양자 역학에 맞지 않는 여러 현상에 적용가능하며, 온도의 의미에 대해 훌륭한 통찰을 제공한다.
대부분의 물리학의 확립은 원자와 분자의 실재에 대한 그의 믿음과 맞지 않았다. 그러나 그 믿음은 스코틀랜드의 제임스 클러크 맥스웰과 미국의 조사이어 윌러드 기브스 그리고 1808년 존 돌턴의 원자 발견의 이후로 대부분의 화학자와 공유되었다. 그는 분자와 원자에 관해서 독일 물리학지 편집자와 긴 논쟁을 벌였다. 볼츠만이 죽고 2~3년 뒤에 페랭의 브라운 운동 연구에서 아보가드로 수와 볼츠만 상수가 확인되었고, 이로 인해 작은 물질이 실제 존재한다는 사실을 세계에 납득시켰다.
그의 업적으로는 볼츠만 인자라고 불리는 분배법칙을 들 수 있다. 이 법칙은 종래의 분자들의 속도에 관한 맥스웰 분배법칙을 확장시켜 외적인 힘의 작용을 외적인 힘의 작용을 함께 고려하여 얻은 것으로 분자들의 에너지가 주로 절대온도가 플랑크상수의 곱으로 주어지는 열적인 에너지 근처에 분포되어 있음을 나타낸다. 그는 또 슈테판-볼츠만 공식을 유도해냈다. 흑체의 단위표면적에서 방출되는 모든 파장의 빛에너지의 총합이 흑체의 절대온도에 4제곱에 비례한다는 법칙이다. 1879년에 슈테판이 실험적으로 발견하고, 이를 1884년에 이론적으로 유도해내었다. 이것은 20세기 양자론이 등장하게 되는 하나의 계기를 마련하는 등 중요한 역할을 담당하였다.
플랑크의 말을 인용하면 "엔트로피와 확률이 로그로 연결된다는 것을 처음 진술된 것은 볼츠만의 기체분자이론에서였다."
그 유명한 엔트로피 S에 관한 식은
{\displaystyle S=k\,\log W}
여기서 {\displaystyle k} = 1.3806505(24) × 10−23  J K−1는 볼츠만 상수이다. W는 거시상태의 기회의 빈도, 더 엄밀하게 말하면 계의 거시적인 상태에 상응하는 가능한 미시상태의 수를 말한다. W는 아래의 식을 이용하여 구해낼 수 있다.
{\displaystyle W={\frac {N!}{\prod _{i}N_{i}!}}}
이는 열적인 평형상태에 있는 계에 대하여 열역학적인 성질을 구하는 방법을 제시한 것이다. 엔트로피는 계의 주어진 거시적인 상태에 해당하는 가능한 모든 미시적인 상태의 수의 대수를 취한 양에 비례함을 나태낸 것이다. 이 관계식은 모든 미시적인 상태들의 사전확률이 같다는 가정에 근거를 두고 있으나 이 가정을 보완하기 위하여 볼츠만은 에르고드 가정을 도입하였다. 이 가정에 의하면 하나의 계가 궁극적으로 모든 가능한 미시적인 상태를 두루 거치게 된다는 것이다.

## 볼츠만 운송 방정식
볼츠만 방정식은 이상기체의 동역학을 묘사하기 위해 발전되었다. 이전에는 기체분자들이 평형상태에 도달해있다고 가정하고 문제를 풀었으나, 볼츠만은 그러한 가정을 배제하고, 비평형상태에 있을 경우 어떻게 평형상태로 변화해 나갈 지에 대해 연구하게 되었다. 볼츠만 방정식은 다음과 같다.
{\displaystyle {\frac {\partial f}{\partial t}}+v{\frac {\partial f}{\partial x}}+{\frac {F}{m}}{\frac {\partial f}{\partial v}}={\frac {\partial f}{\partial t}}\left.{\!\!{\frac {}{}}}\right|_{\mathrm {collision} }}
여기서 f는 주어진 시간에 따른 물질의 위치와 운동량의 분포 함수이며, F는 힘, m은 물질의 질량, T는 시간이며, v는 물질의 평균속도를 의미한다. 이 방정식은 위치와 운동량에 대한 확률 분포의 시공간 미분을 나타내고 있다. 좌변의 첫항은 분포 함수의 시간 미분을 나타내고, 두 번째 항은 위치 미분으로 주어진다. 그리고 세 번째 항은 물질에 주어지는 어떠한 힘의 효과를 나태내고 있다. 우변은 충돌의 효과를 나타내고 있다.

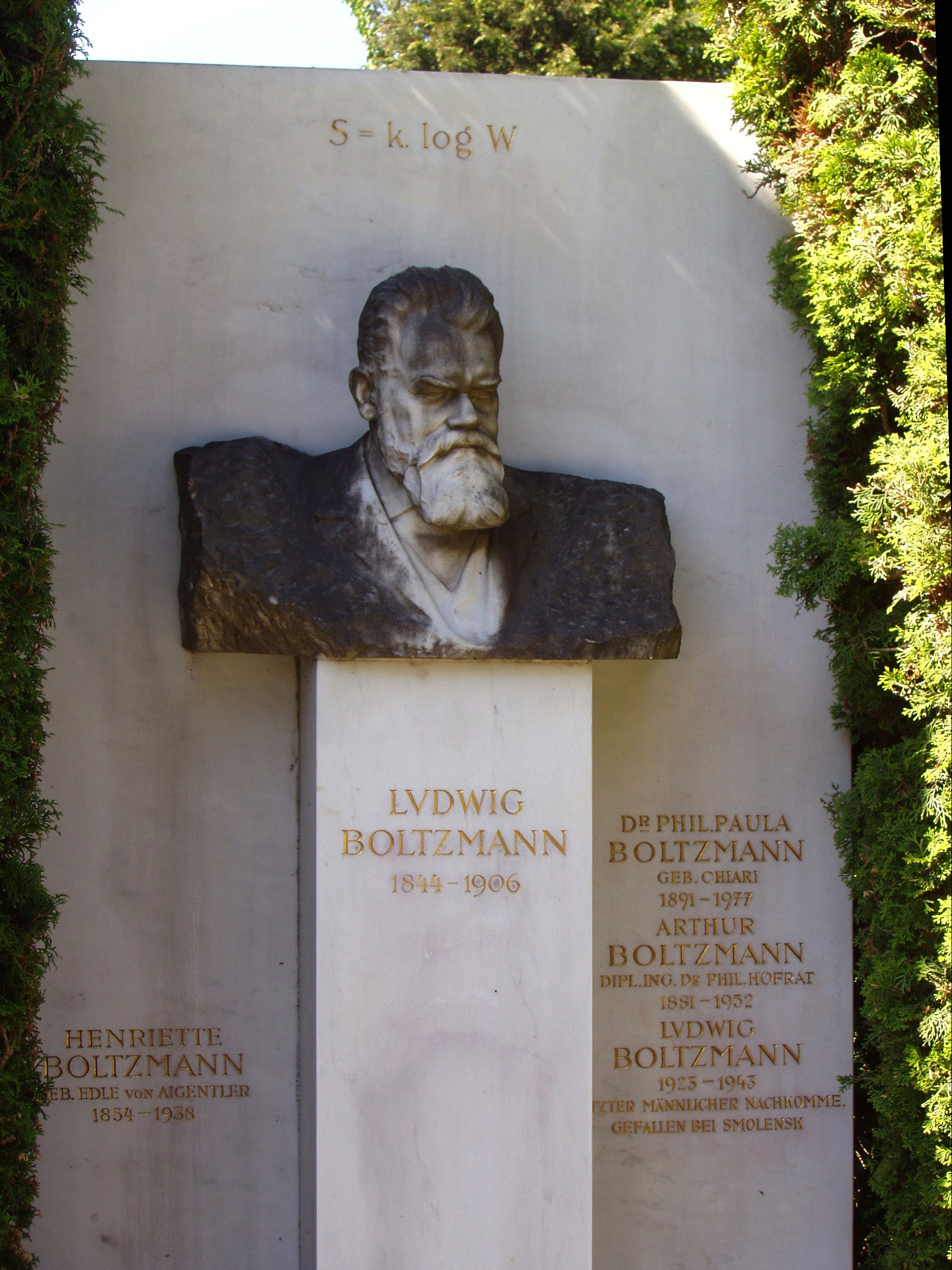
빈에 있는 볼츠만의 무덤. 그의 상반신과 엔트로피식이 보인다

원칙적으로, 위 방정식은 적절한 경계조건이 주어진다면 완벽하게 기체들의 총제적인 동역학을 보여준다. 1차 미분 방정식은 믿을 수 없게 간단한 모양을 가지고 있다. 왜냐하면 f는 멋대로인 물질의 분포함수를 나타내는 것이기 때문이다. 또한 물질에 주어지는 힘 또한 본포함수의 속도에 직접적으로 의존한다. 볼츠만 방정식은 적분하기 어렵기로 유명하다. 다비트 힐베르트는 그것을 풀기 위해 몇 년을 노력했다고 한다.
충돌항에 관한 모양은 얼추 맞다. 그러나 이상기체에 관한 볼츠만 방정식의 Chapman-Enskog 확장이 더욱 더 정확하다.
볼츠만은 여러 해 동안 그의 방정식을 이용하여 열역학 제 2법칙을 증명하기 위해 노력했다. 그것이 바로 그의 유명한 H정리이다. 그의 충돌항에서 그가 만든 핵심 가정은 "분자 혼돈"(영어: molecular chaos)이다. 가역성을 깨버린 그의 가정은 제 2법칙을 함축하기 위해서는 필수적인 것이다. 그것은 개연론적인 가정이었고, 볼츠만의 겉보기 성공에 불과했다. 결국 요한 요제프 로슈미트와의 로슈미트의 역설에 관한 긴 논쟁은 결국 그의 패배로 끝나고 말았다.
결국 1970년대에 코헨과 도르프만은 높은 밀도에서 볼츠만 방정식의 체계적 확장이 수학적으로 불가능하다는 것을 증명해냈다. 따라서 밀집된 기체와 액체의 비평형 통계역학은 그린-구보 관계(Green-kubo relations), 파동이론 그리고 다른 접근에 초점을 맞추게 되었다.

## 같이 보기
- 볼츠만 두뇌
- 볼츠만 메달